# Электоральная география
Электора́льная география — раздел политической географии, изучающий территориальные различия в предпочтениях избирателей, географические закономерности результатов выборов и референдумов, влияние на их итоги общественных, экономических, религиозных, этнических и прочих факторов. 
Методы электоральной географии также применяются и при анализе на основе итогов волеизъявления граждан политической ситуации в странах и регионах в контексте географического пространства. К прикладным задачам электоральной географии относится нарезка избирательных округов. Относится к междисциплинарным исследованиям и находится в тесной связи с географией, социологией, политологией, экономикой, историей, однако базовой наукой является именно география. Основным методом данной дисциплины является сравнительный анализ результатов голосования по территориям и составление карты выборов.

## Закономерности
Устойчивые электоральные предпочтения регионов в целом меняются достаточно медленно. Одна из общих закономерностей электоральной географии показывает, что изменения в политической ориентации с опозданием следуют за изменениями в социальной и экономической сферах. Однако каких-либо определённых сроков актуальности географических закономерностей в политике не существует: одни из них могут держаться десятилетиями, другие характеризуют лишь определённый период в развитии страны или региона. Например, в России так называемый красный пояс, считавшийся данностью в 1990-е годы, после прихода к власти Путина ослаб, а в 2010-е годы восстановился. Другая же российская закономерность — противопоставление более либеральных Москвы и Петербурга остальным регионам, где поддержка партий, апеллирующих к демократическим ценностям, ниже — всё ещё проявляется в итогах российских выборов.
Выявленные закономерности электоральной географии нередко становятся общеупотребительными метафорами: красный пояс в России, красные и синие штаты в США.

## История
Электоральная география возникла во Франции в начале XX века. Трудом, положившим начало этой дисциплине, считается работа Андре Зигфрида «Политический обзор запада Франции во времена Третьей республики» (фр. Tableau politique de la France de l’Ouest sous la Troisième République), установивший закономерности между природными характеристиками и итогами выборов в западной части страны. Методы Зигфрида использовал американский исследователь В. О. Кей младший для описания политической ситуации в южных штатах. 1960-е годы характеризуются бо́льшим скептицизмом по отношению к электорально-географическим методам, однако в наши дни они вновь приобретают актуальность.